# Blonde on Blonde
Blonde on Blonde — сьомий студійний альбом американського автора-виконавця пісень Боба Ділана, презентований 16 травня 1966 року на лейблі Columbia Records. Запис альбому було розпочато у Нью-Йорку в жовтні 1965 року із багатьма музикантами, в тому числі із гуртом, який супроводжував виступи Ділана — The Band. Незважаючи на те, що сесії тривали до січня 1966 року, лише одна пісня увійшла у фінальну версію альбому — «One of Us Must Know (Sooner or Later)»
Після рекомендації продюсера Боба Джонстона Ділан, клавішник Ал Купер та гітарист Роббі Робертсон переїхали до студії CBS у Нашвіллі, штат Теннесі.
Ця сесія, доповнена місцевими музикантами, виявилась більш плідною. У лютому та березні всі пісні для альбому були записані.
Blonde on Blonde завершує трилогію рок-альбомів Ділана, записаних у 1965 та 1966 роках, розпочату альбомами Bringing It All Back Home та Highway 61 Revisited. Критики часто оцінюють Blonde on Blonde як один із найкращих альбомів усіх часів. Цей альбом став одним із перших подвійних альбомів в історії рок-музики.
Альбом досягнув № 9 у чарті Billboard 200 у США (пізніше ставши двічі платиновим) та № 3 у чарті Великої Британії.
Два сингли передували виходу альбому і увійшли у топ-20 хітів у США: Rainy Day Women #12 & 35 та I Want You. Дві інші пісні із альбому ([Just Like a Woman та Visions of Johanna) визнано найвизначнішими творами Ділана та додано у Список 500 найкращих пісень усіх часів за версією журналу Rolling Stone
Альбом включено у список «1001 альбом, який варто почути перш ніж померти».

## Запис

### Підґрунтя
Після видання альбому Highway 61 Revisited у серпні 1965 року Ділан вирішив організувати гурт для концертних виступів. Гітарист Майкл Блумфілд та клавішник Ел Купер виступили сесійними музикантами його нового альбому, а також на «електричному» дебюті Ділана у 1965 году на фестивалі народної музики у місті Ньюпорт. Блумфілд вирішив не брати участі в турі, залишившись виступати із Полом Баттерфілдом. Відігравши із Діланом концерти в кінці серпня та на початку вересня, Купер також повідомив, що не бажає більше виступати із Діланом на концертах.
Менеджер Ділана, Альберт Гросман, працював над організацією концертного графіку на наступні 6 місяців, плануючи виступити у США, Австралії та Європі.
Ділан зв'язався із гуртом, який виступав під назвою Levon and the Hawks і складався із Левона Хелма із Арканзасу та чотирьох музикантів із Канади: Робі Робертсона, Ріка Данко, Річарда Мануеля та Гарта Гудсона (разом вони почали працювати у Канаді як концертний гурт американського рок-виконавця Ронні Хокінса).
Двоє людей рекомендували Ділану працювати із Hawks: Мері Мартін, виконавчий секретар Альберта Гроссмана та блюз-виконавець Джон Хаммонд, із яким Hawks виступали у 1965 році.
Ділан репетирував із Hawks у Торонто 15 вересня, де вони виступали у Friar's Club, та 24 вересня, у день їхнього дебюту в Остіні, штат Техас. Через два тижні після успішного виступу Hawks у Техасі Ділан запросив гурт у студію Columbia Records у Нью-Йорку.. Їхнім першочерговим завданням був запис синглу, який мав стати попередником «Positively 4th Street», хоча Ділан в цей час вже працював над формуванням свого наступного альбому, третього того року у супроводі рок-музикантів.

### Сесія у Нью-Йорку
Продюсер Боб Джонстон, під чиїм наглядом здійснювався запис альбому Highway 61 Revisited, розпочав роботу із Діланом та The Hawks у Columbia Studio A (799 Seventh Avenue, Нью-Йорк) 5 жовтня. Свою роботу вони розпочали із нового аранжування пісні «Can You Please Crawl Out Your Window?», яка була записана під час сесій альбому Highway 61 Revisited, але не була туди включена. Також музиканти працювали ще над трьома композиціями. Дві композиції — «Jet Pilot» та «I Wanna Be Your Lover» (своєрідний кавер на пісню I Wanna Be Your Man гурту the Beatles) — були презентовані аж в 1985 році в альбомі Biograph; проведено дві спроби запису пісні «Medicine Sunday», яка пізніше перетворилась у «Temporary Like Achilles».
30 листопада The Hawks знову приєднались до Ділана у Studio A вже із новим барабанщиком Боббі Грегом. Боббі замінив Левона Хелма, який заявив, що втомився працювати у концертному гурті та звільнився.. Свою роботу вони розпочали із композиції «Freeze Out», яку пізніше перейменували у «Visions of Johanna», але Ділан не був задоволений результатом запису. Один із записів пісні був презентований у The Bootleg Series Vol. 7: No Direction Home: The Soundtrack у 2005 році. Під час цієї сесії вони закінчили запис пісні «Can You Please Crawl Out Your Window?». Композиція була представлена як сингл у грудні, але досягла лише № 58 у чартах США.
Ділан провів більшість грудня в Каліфорнії, де виступав із своїм гуртом, опісля взявши невелику перерву під час третього тижня січня у зв'язку із народженням сина Джессі. 21 січня 1966 року Ділан повернувся у Columbia Studio A для запису композиції «She's Your Lover Now». Запис знову супроводжував гурт The Hawks (цього разу із Сенді Конікоф на ударних). Незважаючи на 19 спроб запису, жодна пісня так і не була повністю записана. Ділан більше не пробував записувати цю пісню, але одна із спроб із тієї сесії таки була оприлюднена 25 років потому, у The Bootleg Series Volumes 1–3 (Rare & Unreleased) 1961–1991.. Незважаючи на те, що пісня обривається на початку останнього куплету, Columbia презентувала цю версію як найбільш записану.
В цей час Ділан почав розчаровуватись у The Hawks. Він продовжував записувати матеріал, але цього разу із Боббі Грегом на ударних, басистом Ріком Данко (або Білом Лі), гітаристом Роббі Робертсоном, Полом Гріффіном на клавішних та Елом Купером за органом.
Дві нові композиції були записані: «Leopard-Skin Pill-Box Hat» та «One of Us Must Know (Sooner or Later)». Ділан був задоволений записом «One of Us Must Know»; ця композиція була презентована як сингл через декілька тижнів і пізніше була додана в альбом.
Ще одна сесія була проведена 27 січня, цього разу із Робертсоном, Данко, Купером і Грегом. Ділан і його гурт записали «Leopard-Skin Pill-Box Hat» та «One of Us Must Know (Sooner or Later)» знову, проте Ділан не був задоволений якістю жодної із пісень. Також під час цієї сесії проводили роботу над «I'll Keep It With Mine», яку до того вже двічі записували у демо-якості. Цей запис було презентовано у The Bootleg Series Volumes 1–3 в 1991 році.
Через брак нового матеріалу та повільний прогрес із записами Ділан вирішив скасувати 3 наступні сесії. Через шість тижнів після того він зізнався музичному критику Роберту Шелтону: «Ох, я був дійсно пригнічений. Маю на увазі, що після 10 сесій ми не записали жодної пісні… І причина була в гурті. Я не знав цього. Я не хотів про це думати».

### Переїзд до Нешвіля
Оцінивши незадоволення Ділана прогресом запису альбому, продюсер Боб Джонстон запропонував переїхати в Нешвіль. Джонстон жив там і мав великий досвід роботи із місцевими музикантами. Менеджер Ділана, Альберт Гросман, був протилежної думки. Джостон згадував свою розмову із Гросманом: "Гросман прийшов до мене і сказав: «Якщо ти ще раз згадаєш Нешвіль при Ділані, тебе буде звільнено», на що я сказав: «Що ти маєш на увазі?». Він сказав: «Ти мене почув. Ми будемо працювати тут.» Незважаючи на позицію Гросмана, Ділан погодився на переїзд до Нешвіля і розпочались приготування до запису альбому у студії Music Row у лютому 1966 року.
Разом із Купером та Робертсоном, які грали із Діланом в Нью-Йокру, Джонстон вирішив залучити музиканта із гармонікою, гітариста та басиста Чарлі МакКоя, гітариста Вейні Мос, гітариста та басиста Джое Соуза та Кенні Батрей на ударних. На прохання Ділана Джонстон прибрав перегородки, які частково розділяли музикантів, створивши натомість «атмосферу для ансамблю». Батрей приписує характерне звучання альбому саме перестановці в студії: «ніби ми були на тісній сцені, а не у великому холлі, де ви знаходитесь на відстані 90 миль один від одного.» У готельному номері Ділана було піаніно, на котрому Купер грав для допомоги тому із написанням віршів. Опісля Купер пояснював музикантами, як грати той чи інший матеіал ще до того, як Ділан приїздив на сесії запису.
Під час першої сесії, 14 лютого, музиканти успішно записали «Visions of Johanna», яку Ділан намагався записати декілька разів у Нью-Йорку. Там було записано пісню «4th Time Around», яка увійшла в альбом та «Leopard-Skin Pill-Box Hat», яка не увійшла.
Сесія 15 лютого розпочалась о 18 годині, але Ділан просто працював над віршами в той час як музиканти грали в карти, дрімали або розмовляли. О 4 ранку Ділан покликав музикантів та показав структуру пісні «Sad Eyed Lady of the Lowlands». Кенні Батрей згадував: «Якщо ви помітили, то після другого куплету
речі розвиваються божевільним чином, оскільки ми думали, що ось воно, закінчення пісні… Це повинен бути останній куплет і ми повинні вкласти в нього все, на що здатні. А він грав наступне соло гармоніки і ми повертались до наступного куплету і потрібно було знизити темп… Після 10 хвилин ми були вражені одні одними і що ми робимо. Маю на увазі, що ми досягли кульмінації пісні 5 хвилин тому. Куди ми рухаємось з того часу?» Записана пісня триває 11 хвилин і 23 секунди та займає всю четверту сторону альбому.
Наступна сесія розпочалась в тому ж дусі — Ділан витратив весь вечір на написання віршів і сесія тривала до ранку 17 лютого, коли музиканчи розпочали запис пісні «Stuck Inside of Mobile with the Memphis Blues Again». Після декількох змін і фальш стартів, 14 спроба запису була успішною і ця версія була вибрана для альбому.

### Друга сесія у Нешвіллі
Більшість учасників запису альбому Blonde on Blonde, включно із Клінтон Хейлін та Міхаелем Грей, домовились, що запис буде відбуватись у два етапи: 14-17 лютого та 8-10 березня 1966 року (про що свідчать архівні дані Columbia Records).
Ділан та The Hawks відіграли концерти в Оттаві, Монреалі та Філадельфії у лютому та березні і після цього Ділан вирішив продовжити запис у Нешвіллі 8 березня. В цей день Ділан із музикантами записали пісню "Absolutely Sweet Marie", яку було вибрани для альбому. Історик Шон Вілентц зазначив, що "із звучанням 'Sweet Marie', Blonde on Blonde  повністю та піднесено став частиною того, що ми зараз називаємо класичним рок-н-роллом." Того ж дня було успішно записано "Just Like a Woman" та "Pledging My Time", яку потім було доповнено грою на гітарі Робертсона.
Згідно із словами Вілентца, під час фінального етапу 9-10 березня  було записано 6 пісень впродовж 13 студійних годин.
Першою записаною піснею, якою Ділан залишився задоволений, була "Most Likely You Go Your Way And I'll Go Mine", де МакКой підсилив із допомогою труби музичну частину Ділана, зіграну на гармоніці, повністю змінивши звучання композиції. Опісля Ділан із гуртом швидко записали "Temporary Like Achilles". Атмосфера запису почала ставати легковажкою близько опівночі, коли Ділан зіграв чорновий варіант "Rainy Day Women #12 & 35" на піаніно. Із спогадів Джонстнона: "Це звучало як чортова Армія спасіння". Ділан відповів: "Ви можете знайти когось?". Джонстон зателефонував Вейн Батлер, єдиному музиканту, якого не вистачало, і Ділан із гуртом та МакКой на трубі зіграли піднесену версію пісні.
Потім Ділан та музиканти записали "Obviously 5 Believers" та фінальний варіант "Leopard-Skin Pill-Box Hat", підсилений ведучою гітарою Робертсона.
Сесія закінчилась піснею "I Want You", де, як зазначає Вілентц, "16 стрімких нот на гітарі Вейна Мосса" є вражаючим елементом запису.

## Список пісень
| Перша сторона | Перша сторона                           | Перша сторона |
| #             | Назва                                   | Тривалість    |
| ------------- | --------------------------------------- | ------------- |
| 1.            | «Rainy Day Women ♯12 & 35»              | 4:36          |
| 2.            | «Pledging My Time»                      | 3:50          |
| 3.            | «Visions of Johanna»                    | 7:33          |
| 4.            | «One of Us Must Know (Sooner or Later)» | 4:54          |

| Друга сторона | Друга сторона                                         | Друга сторона |
| #             | Назва                                                 | Тривалість    |
| ------------- | ----------------------------------------------------- | ------------- |
| 1.            | «I Want You»                                          | 3:07          |
| 2.            | «Stuck Inside of Mobile with the Memphis Blues Again» | 7:05          |
| 3.            | «Leopard-Skin Pill-Box Hat»                           | 3:58          |
| 4.            | «Just Like a Woman»                                   | 4:52          |

| Третя сторона | Третя сторона                                  | Третя сторона |
| #             | Назва                                          | Тривалість    |
| ------------- | ---------------------------------------------- | ------------- |
| 1.            | «Most Likely You Go Your Way and I'll Go Mine» | 3:30          |
| 2.            | «Temporary Like Achilles»                      | 5:02          |
| 3.            | «Absolutely Sweet Marie»                       | 4:57          |
| 4.            | «4th Time Around»                              | 4:35          |
| 5.            | «Obviously 5 Believers»                        | 3:35          |

| Четверта сторона | Четверта сторона                | Четверта сторона |
| #                | Назва                           | Тривалість       |
| ---------------- | ------------------------------- | ---------------- |
| 1.               | «Sad Eyed Lady of the Lowlands» | 11:23            |